# Raillencourt Communal Cemetery Extension
Le cimetière «Raillencourt Communal Cemetery Extension » est l'un des trois cimetières militaires  de la Première Guerre mondiale situés sur le territoire de la commune de Raillencourt-Sainte-Olle, Nord. Les deux autres sont Sainte-Olle British Cemetery et Drummond Cemetery, Raillencourt.

## Localisation
Ce cimetière est situé à côté du cimetière communal de Raillencourt, route d'Arras.

## Historique
Le secteur de Raillencourt-Sainte-Olle a été occupé par les Allemands dès fin août 1914 et est resté loin du front jusqu'au 28 septembre 1918 date à laquelle le village a été repris par les troupes canadiennes lors de la bataille du Canal du Nord. Ce cimetière  a été créé en octobre 1918. La plupart des soldats inhumés dans ce lieu sont tombés les 27, 28, 29 et 30 septembre 1818. Il fut agrandi en 1923 par l'apport de tombes de cimetières provisoires des alentours.

## Caractéristiques
Le cimetière contient maintenant 199 sépultures de la Première Guerre mondiale, dont huit non identifiées. Il a été conçu par WC Von Berg.

## Sépultures
| Pays        | Sépultures |
| ----------- | ---------- |
| Royaume-Uni | 11         |
| Canada      | 188        |
| Total       | 199        |

### Galerie

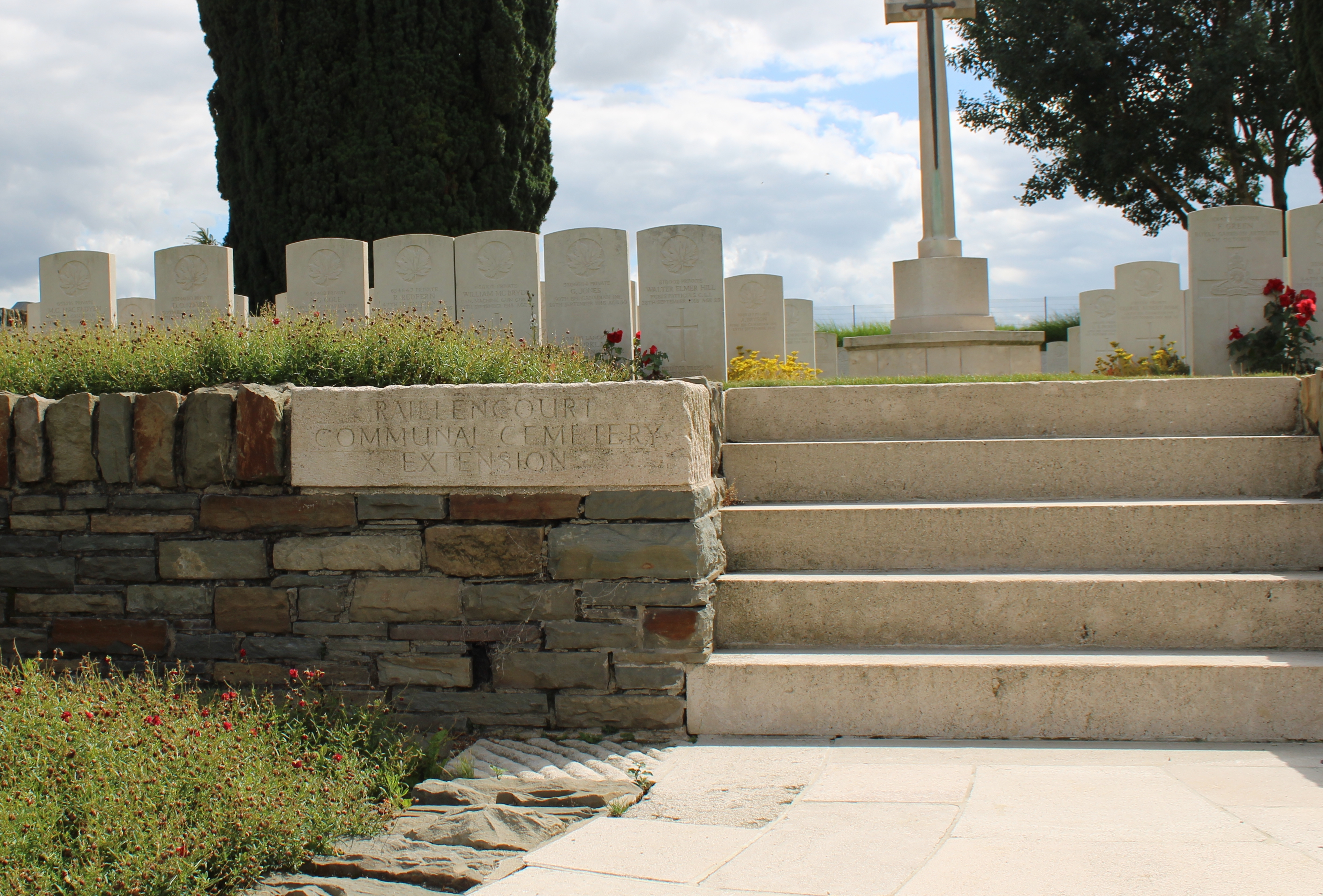
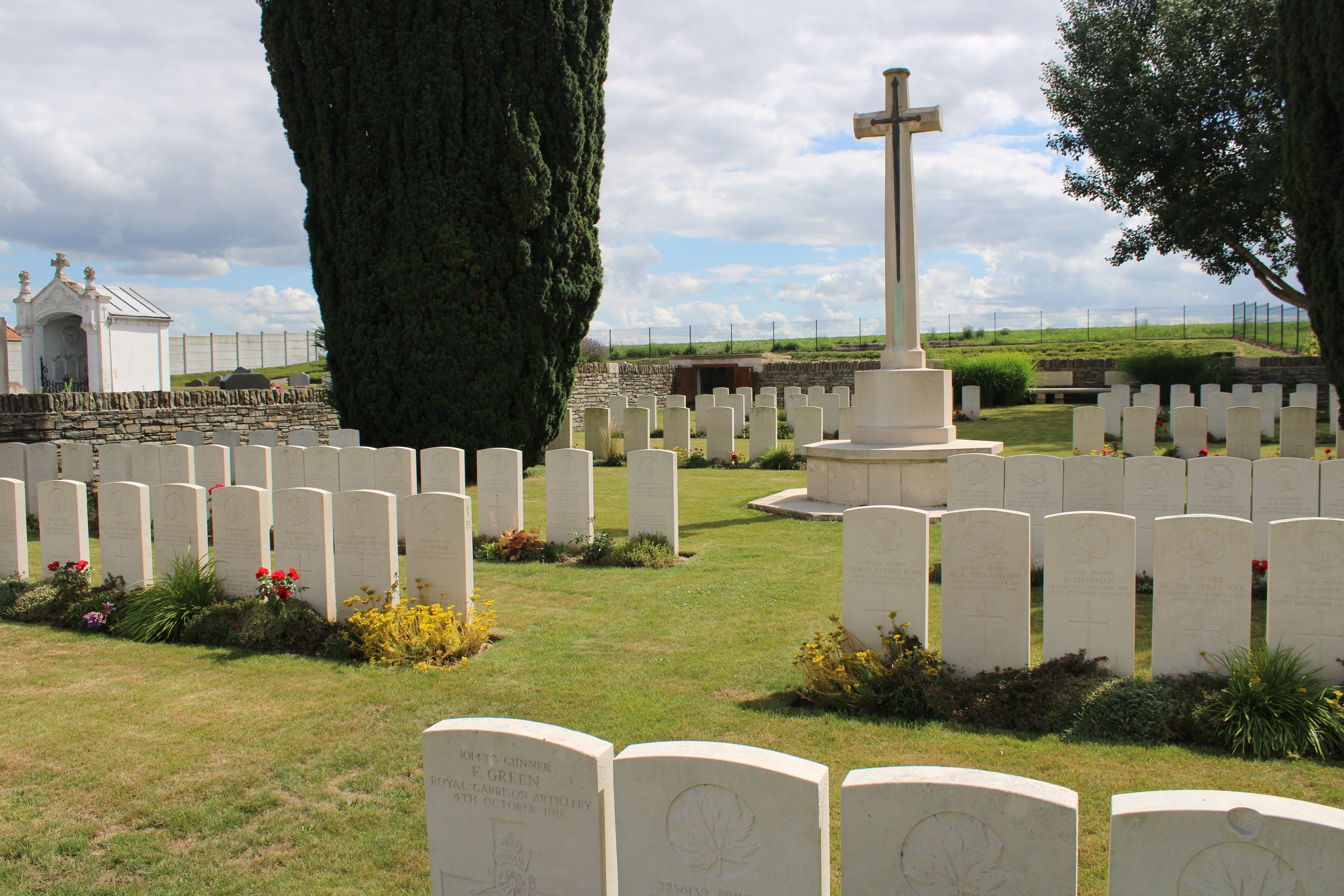
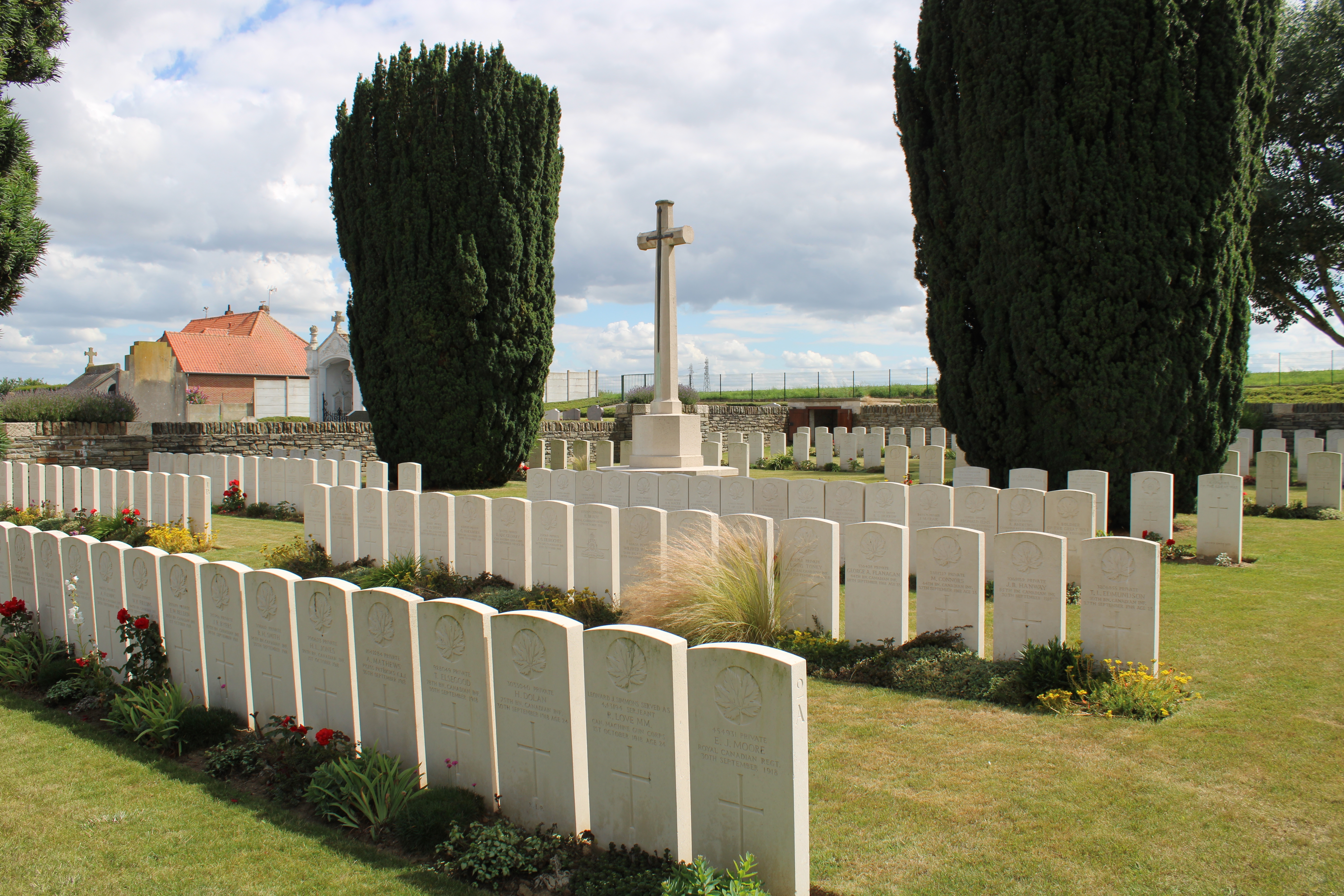
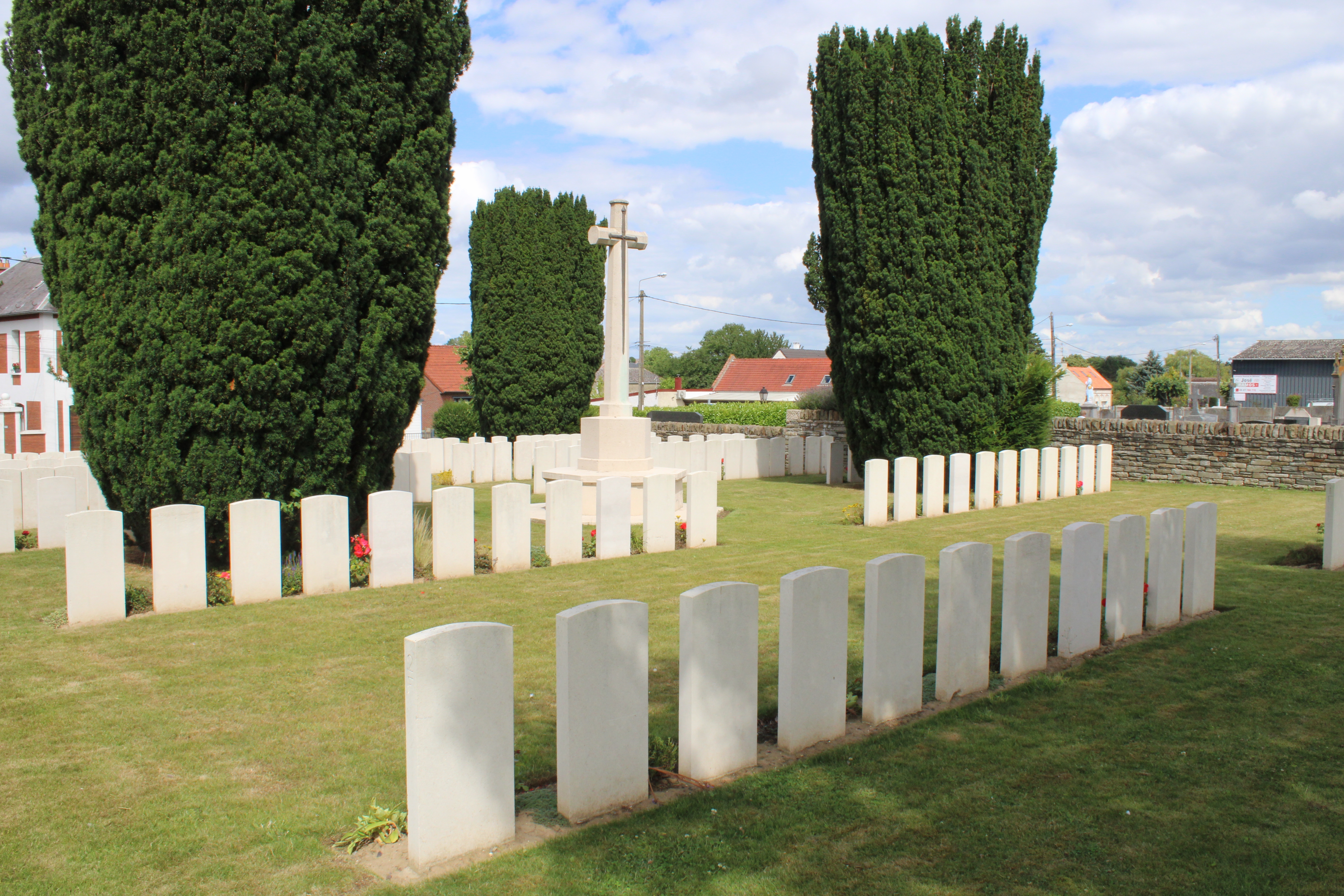
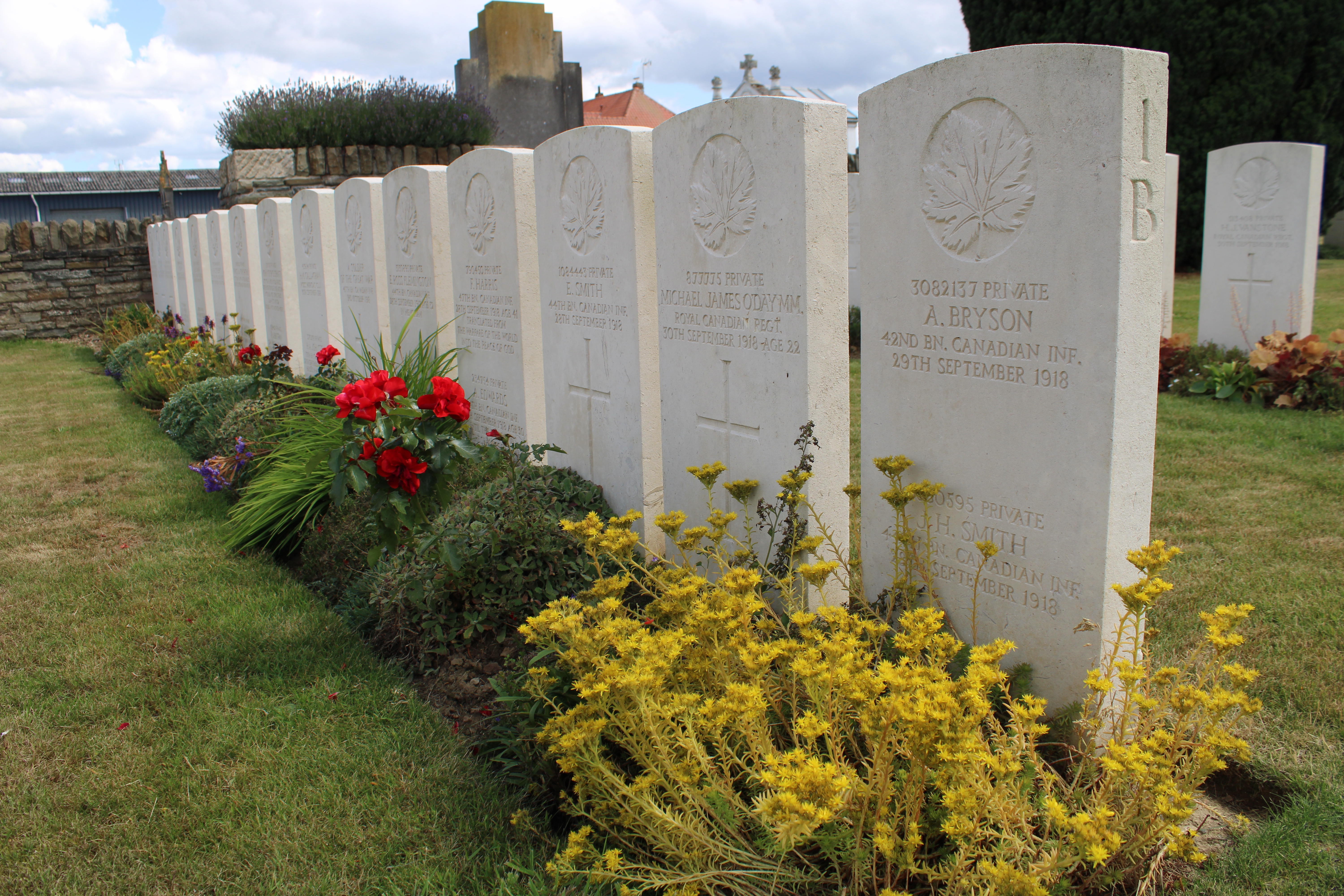
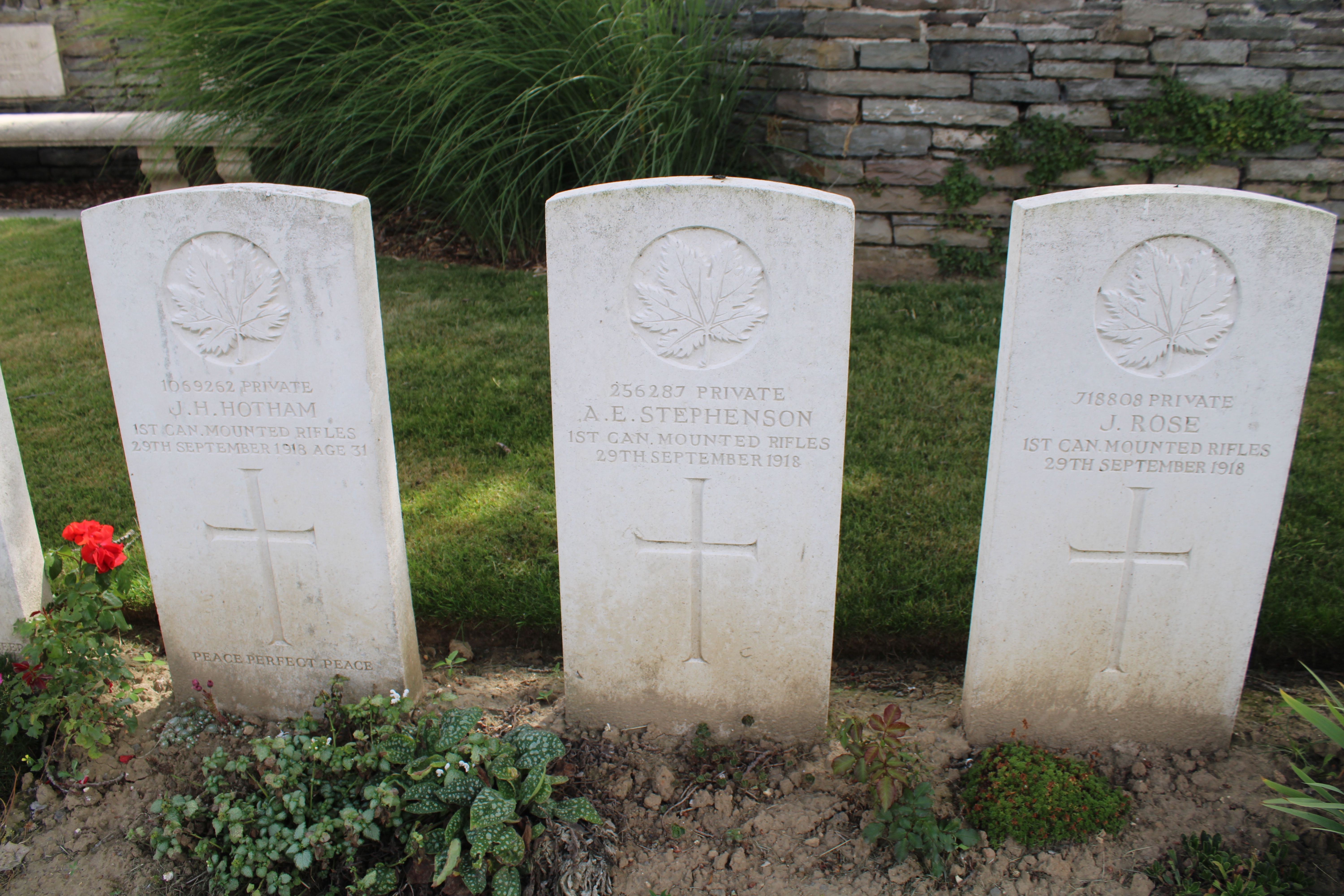
Tombes de 3 soldats canadiens tombés le 29 septembre 1918.

### Liens Externes
http://www.inmemories.com/Cemeteries/raillencourt.htm